# Alternativa televizija

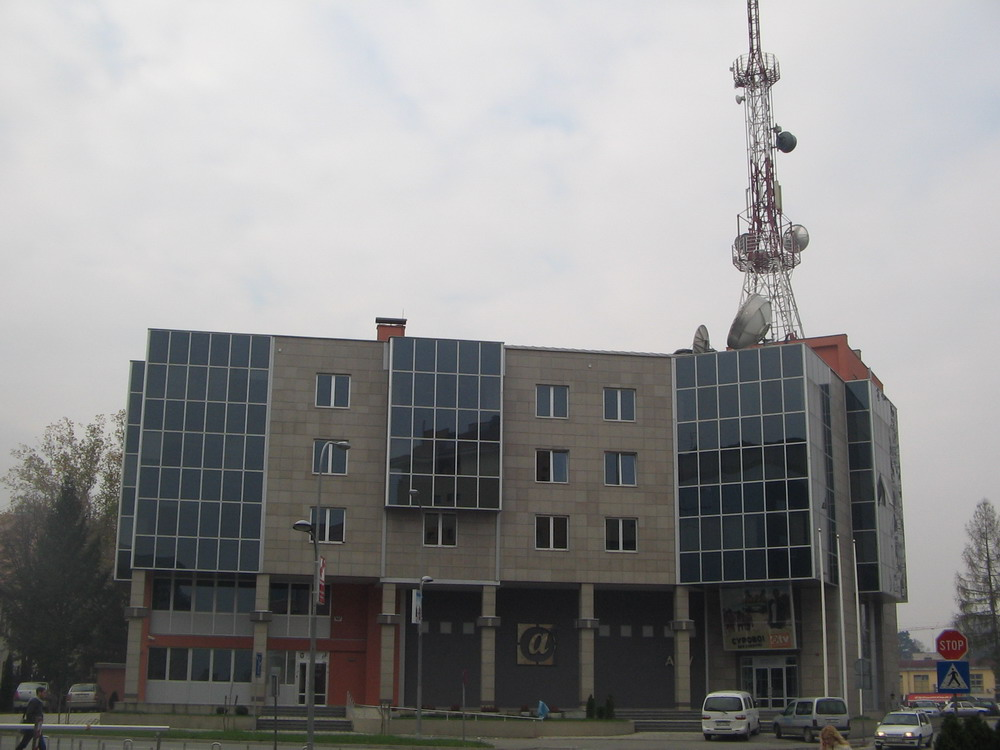
Le bâtiment de Alternativa televizija à Banja Luka

Alternativa televizija, en abrégé ATV est une chaîne de télévision bosnienne dont le siège est à Banja Luka, la capitale de la république serbe de Bosnie, en Bosnie-Herzégovine. Même si elle émet depuis la république serbe de Bosnie, qui est l'une des deux entités de la Bosnie-Herzégovine, Alternativa televizija, la « Télévision alternative », s'est donné comme but de diffuser une information indépendante et précise, ainsi que des divertissements de qualité.

## Histoire
Alternativa televizija a été créée en septembre 1996, aux lendemains de la guerre de Bosnie-Herzégovine ; à cette époque, la chaîne ne disposait que de quelques employés et elle émettait seulement deux heures par jour. En juin 1997, elle devint une société privée dûment enregistrée, avec une licence du ministère de l'Information de la république serbe de Bosnie. La chaîne a progressivement développé son audience et ses performances techniques, si bien qu'en 2001 elle était devenue la seconde chaîne la plus importante de la république serbe de Bosnie et la quatrième de toute la Bosnie-Herzégovine.